# 老男孩 (筷子兄弟)
《老男孩》是一部源于中国大陆的网络电影短片，2010年由网络组合筷子兄弟（肖央）自编自导自演。该片在网络上放映后引起注意，迅速红遍大江南北，虽然是喜剧，却感动了广大观众，同名主题曲也因此走红。目前，《老男孩》舞台剧也在筹备中。

## 故事情节
故事发生在中学校园中，两个中学时的文艺爱好者——肖大宝（肖央饰）和王小帅（王太利饰）有着共同的苦闷，那就是被心仪的校花拒绝，后来两人因为对迈克尔·杰克逊的喜爱，成为了好朋友；多年后，他们一个当了婚礼主持，一个成为理发师，而迈克尔·杰克逊去世的消息，让人到中年的他们再拾青春梦，决定组成“筷子兄弟”乐队，作为最大龄的草根参加“欢乐男生”选秀比赛。一首《老男孩》让他们想起了曾经的青春岁月，并以此歌感动了评委，歌声和舞姿均受到肯定，虽然最终止步于50强，却对生活有了新的理解，並赢得阵阵掌声。

## 角色
- 肖央 饰 肖大宝
- 王太利 饰 王小帅
- 于蓓蓓 饰 校花
- 韩秋池 饰 包小白
- 张沫 饰 王小帅妻
- 颜隆 饰 胖眼镜男
- 宋金岳 饰 反串男
- 贺敬东 饰 奔驰司机

## 主题曲
同名主题曲《老男孩》由王太利（筷子兄弟成员之一）作词、大桥卓弥作曲，筷子兄弟演唱，改編自日本歌手大橋卓彌2008年發行單曲《ありがとう (大橋卓弥の曲)》。主题曲MV由肖央（筷子兄弟另一名成员）执导。